# Ceriagrion nigrolineatum
Ceriagrion nigrolineatum är en trollsländeart som beskrevs av Schmidt 1951. Ceriagrion nigrolineatum ingår i släktet Ceriagrion och familjen dammflicksländor. IUCN kategoriserar arten globalt som otillräckligt studerad. Inga underarter finns listade i Catalogue of Life.